# Alajärvi och Kutujärvi
Alajärvi och Kutujärvi är en sjö i Finland. Den ligger i kommunen Enare i landskapet Lappland, i den norra delen av landet, 1 000 km norr om huvudstaden Helsingfors. Alajärvi och Kutujärvi ligger 159,1 meter över havet. Den ligger vid sjön Kodojävri. Arean är 1,55 kvadratkilometer och strandlinjen är 10,97 kilometer lång. Sjön  ingår i Pasvik älvs huvudavrinningsområde. 